# Panorpa bonis
Panorpa bonis är en näbbsländeart som beskrevs av Cheng 1950. Panorpa bonis ingår i släktet Panorpa och familjen skorpionsländor. Inga underarter finns listade i Catalogue of Life.